# رشته‌ماهیان سوندالند
رشته‌ماهیان سوندالند (نام علمی: Sundasalanx) نام یک سرده از راسته شگ‌ماهی‌سانان است.